# بنفش هندی
بنفش هندی (انگلیسی: Pluchea indica) نام یک گونه از سرده بنفش است.